# Kanton Thionville-Est
Kanton Thionville-Est (fr. Canton de Thionville-Est) byl francouzský kanton v departementu Moselle v regionu Lotrinsko. Tvořila ho pouze východní část města Thionville.